# Rhegmatorhina melanosticta
El hormiguero canoso (Rhegmatorhina melanosticta), también denominado hormiguero copetón, hormiguero crestado (en Colombia), hormiguero cresticanoso (en Ecuador) u hormiguero de cresta canosa (en Perú), es una especie de ave paseriforme de la familia Thamnophilidae perteneciente al género Rhegmatorhina. Es nativo del occidente de la cuenca amazónica en Sudamérica.

## Distribución y hábitat
Se distribuye por la base de los Andes desde el centro sur de Colombia hacia el sur por el este de Ecuador, este de Perú, hasta el noroeste de Bolivia y hacia el este hasta el centro de la Amazonia brasileña. Ver más detalles en Subespecies.
Esta especie es poco común en su hábitat natural, el sotobosque de selvas húmedas de terra firme, por debajo de los 900 m de altitud, pero hasta los 1350 m en el centro de Perú.

## Sistemática

### Descripción original
La especie R. melanosticta fue descrita por primera vez por los zoólogos británicos Philip Lutley Sclater y Osbert Salvin en 1880 bajo el nombre científico «Pithys melanosticta»; localidad tipo «Sarayacu, Pastaza, Ecuador.»

### Etimología
El nombre genérico femenino «Rhegmatorhina» deriva del griego «rhēgma, rhēgmatos»: fisura, y «rhinos»: pico; significando «con fisura en el pico»; y el nombre de la especie «melanosticta», proviene del griego «melas, melanos»: negro, y «stiktos»: punteado; significando «con puntos negros».

### Taxonomía
La presente especie es la más diferente de su género tanto morfológica como vocalmente. Las subespecies actualmente incluidas pueden envolver más de una especie, aunque algunas de las variaciones de plumaje pueden ser apenas variaciones clinales. Las poblaciones del sur de su distribución (sureste de Perú al este hasta el alto río Juruá en el oeste de Brasil, y en el norte de Bolivia) ya fueron separadas en una subespecie badia, pero parece ser que intergradan con la subespecie purusiana y es mejor incluirla en ésta. 

### Subespecies
Según la clasificación Clements Checklist v.2017, se reconocen 3 subespecies, con su correspondiente distribución geográfica:
- Rhegmatorhina melanosticta melanosticta (P. L. Sclater & Salvin, 1880) – centro sur de Colombia (base de los Andes desde Meta hacia el sur hasta Putumayo y Amazonas), este de Ecuador y noreste de Perú (al norte del río Amazonas en las vecindades del río Napo y al norte del Marañón).
- Rhegmatorhina melanosticta purusiana (Snethlage, 1908) – este de Perú (al sur del río Amazonas, al este del Ucayali), suroeste de la Amazonia en Brasil (al este hasta el río Madeira) y noroeste de Bolivia (Pando, La Paz).
- Rhegmatorhina melanosticta brunneiceps Chapman, 1928 – centro de Perú al sur del río Marañón y oeste del Ucayali (San Martín al sur hasta el norte de Ayacucho).

El Congreso Ornitológico Internacional (IOC) (Versión 7.3, 2017) reconoce la subespecie:
- Rhegmatorhina melanosticta badia J.T. Zimmer, 1932